# Nekrolog Januar 2006
Nekrolog
◄◄
| ◄
| 2002
| 2003
| 2004
| 2005
| 2006 | 2007 | 2008 | 2009 | 2010 | ► | ►►
Januar |
Februar |
März |
April |
Mai |
Juni |
Juli |
August |
September |
Oktober |
November |
Dezember 2006
Weitere Ereignisse | Allgemeiner Nekrolog 2006
Die Beschreibung der verstorbenen Person sollte so kurz wie möglich gehalten sein und nur deren signifikante Tätigkeit(en) enthalten.
Neue Namen ggf. auch unter dem Geburts- und Sterbedatum, also etwa unter 1. Januar und im Geburts- und Sterbejahr (2024) eintragen (nur bei entsprechender großer Wichtigkeit). Für Beispiele siehe die schon vorhandenen Artikel.
Außerdem über die fünf zuletzt Verstorbenen, zu denen es einen ausreichend guten Artikel für eine Präsentation auf der Hauptseite gibt, nach der todesbedingten Überarbeitung der Artikel ggf. auch unter Wikipedia Diskussion:Hauptseite informieren und sie am besten auch in den anderen Wikipedia-Sprachversionen eintragen. Tipp: Regelmäßig bei news.google.de nach „ist tot“, „gestorben“ oder „verstorben“ suchen.
Wenn eine Person gestorben ist, gibt es viele Seiten zu dieser Person in der Wikipedia, die davon auch betroffen sind und entsprechend aktualisiert werden müssen. Beispiele: Namenübersichtsseite, Geburtsjahr, Geburtsort-Seiten und viele mehr.
Wie finde ich die betroffenen Seiten?
Im Suchfeld auf der linken Seite gibt man den Suchbegriff so ein: „Vorname Nachname“. Dann klickt man auf Volltext und alle Seiten mit entsprechendem Suchtext werden aufgerufen. Hier sieht man dann schnell, wo auch das Todesjahr Sinn macht oder sogar ein Teil des Artikels angepasst werden muss. Auch hilft das „Werkzeug“ auf der linken Seite sehr gut, um solche Seiten aufzufinden: „Links auf diese Seite“. Somit ist die Wikipedia wieder aktuell in allen Bereichen! Hinweis: bei Eintragung der Kategorie „Gestorben JAHR“ wird der Missbrauchsfilter 49 ausgelöst, was jedoch nicht schlimm ist. Siehe: Spezial:Missbrauchsfilter/49
Dies ist eine Liste von im Januar 2006 verstorbenen bekannten Persönlichkeiten. Die Einträge erfolgen innerhalb der einzelnen Daten alphabetisch sortiert. Tiere sind im Nekrolog für Tiere zu finden.

## Januar
| Tag        | Name                                          | Beruf, bekannt als                                                                                              | Alter | Beleg |
| ---------- | --------------------------------------------- | --- | ----- | ----- |
| 1. Januar  | Frank Cary                                    | US-amerikanischer Manager                                                                                       | 85    |       |
| 1. Januar  | Jacques Charby                                | französischer Schauspieler, Antikolonialist und Regisseur                                                       | 76    |       |
| 1. Januar  | Klaus Eidam                                   | deutscher Dramaturg                                                                                             | 79    |       |
| 1. Januar  | Horst Jänicke                                 | deutscher Geheimdienstler                                                                                       | 82    |       |
| 1. Januar  | Paul Lindblad                                 | US-amerikanischer Baseballspieler                                                                               | 64    |       |
| 1. Januar  | George G. Lorentz                             | US-amerikanischer Mathematiker                                                                                  | 95    |       |
| 1. Januar  | Harry Magdoff                                 | US-amerikanischer Ökonom, Autor und Publizist                                                                   | 92    |       |
| 1. Januar  | Charles O. Porter                             | US-amerikanischer Politiker                                                                                     | 86    |       |
| 1. Januar  | Gideon Rodan                                  | US-amerikanischer Biochemiker und Osteopat                                                                      | 71    |       |
| 1. Januar  | Gottfried Roth                                | österreichischer Mediziner                                                                                      | 82    |       |
| 1. Januar  | Hubert Schoemaker                             | US-amerikanischer Chemiker                                                                                      | 55    |       |
| 1. Januar  | Heinz Schreiter                               | deutscher Komponist und Maler                                                                                   | 90    |       |
| 1. Januar  | Charles Steen                                 | US-amerikanischer Geologe                                                                                       | 86    |       |
| 1. Januar  | Zlata Tcaci                                   | sowjetisch-moldauische Komponistin                                                                              | 77    |       |
| 1. Januar  | Max Wechsler                                  | Schweizer Radrennfahrer                                                                                         | 39    |       |
| 1. Januar  | Askold Iwanowitsch Winogradow                 | russischer Mathematiker                                                                                         | 76    |       |
| 1. Januar  | Adolf Zilch                                   | deutscher Zoologe                                                                                               | 94    |       |
| 2. Januar  | Severino Bottero                              | italienischer Ski Alpin-Trainer                                                                                 | 48    |       |
| 2. Januar  | Christian Fenner                              | deutscher Politikwissenschaftler und Parteienforscher                                                           | 63    |       |
| 2. Januar  | Toni Hilti                                    | liechtensteinischer Unternehmer und Mitbegründer des Konservenherstellers Hilcona AG                            | 91    |       |
| 2. Januar  | Osa Massen                                    | dänische Schauspielerin                                                                                         | 91    |       |
| 2. Januar  | Cecilia Muñoz-Palma                           | philippinische Oberste Richterin                                                                                | 92    |       |
| 2. Januar  | Howard E. Skipper                             | US-amerikanischer Onkologe                                                                                      | 90    |       |
| 2. Januar  | Rudolf Weishappel                             | österreichischer Journalist und Komponist                                                                       | 84    |       |
| 2. Januar  | Willi Wolfgruber                              | österreichischer Forscher und Erfinder                                                                          | 63    |       |
| 2. Januar  | Lidia Wysocka                                 | polnische Schauspielerin                                                                                        | 89    |       |
| 3. Januar  | Gerhard Becker                                | deutscher evangelischer Pfarrer, Künstler und Heimatforscher                                                    | 95    |       |
| 3. Januar  | Giuseppe Busso                                | italienischer Motoreningenieur                                                                                  | 92    |       |
| 3. Januar  | Eberhard Dietzsch                             | deutscher Maler, Grafiker und Cartoonist                                                                        | 68    |       |
| 3. Januar  | Zoltan Farmati                                | rumänischer Fußballspieler                                                                                      | 81    |       |
| 3. Januar  | Karl-Heinz Franke                             | deutscher Maler und Bildhauer                                                                                   | 89    |       |
| 3. Januar  | Bernhard Graefrath                            | deutscher Rechtswissenschaftler und Professor für Völkerrecht an der Humboldt-Universität zu Berlin             | 77    |       |
| 3. Januar  | Urbano Lazzaro                                | italienischer Widerstandskämpfer im Zweiten Weltkrieg                                                           | 81    |       |
| 03. Januar | Henk de Looper                                | niederländischer Hockeyspieler                                                                                  | 93    |       |
| 3. Januar  | Hans-Werner Osthoff                           | deutscher Rechtswissenschaftler                                                                                 | 94    |       |
| 3. Januar  | Vijay Pandharipande                           | indisch-US-amerikanischer Physiker                                                                              | 65    |       |
| 3. Januar  | Angela Salloker                               | österreichische Schauspielerin                                                                                  | 92    |       |
| 3. Januar  | Arturo Sergi                                  | US-amerikanischer Operntenor                                                                                    | 80    |       |
| 3. Januar  | William Skate                                 | papua-neuguineischer Politiker und Staatsmann                                                                   | 52    |       |
| 3. Januar  | Georg Wratsch                                 | deutscher Szenenbildner                                                                                         | 77    |       |
| 4. Januar  | Maktum bin Raschid Al Maktum                  | arabischer Adeliger, Emir von Dubai, Vizepräsident der Vereinigten Arabischen Emirate                           |       |       |
| 4. Januar  | John Bierman                                  | britischer Journalist, Autor und Historiker                                                                     | 76    |       |
| 4. Januar  | Karl Suso Frank                               | deutscher Franziskaner, Kirchenhistoriker und Hochschullehrer                                                   | 72    |       |
| 4. Januar  | John Hahn-Petersen                            | dänischer Schauspieler                                                                                          | 75    |       |
| 4. Januar  | William F. Haxby                              | US-amerikanischer Geologe                                                                                       | 56    |       |
| 4. Januar  | Milton Himmelfarb                             | jüdischer, US-amerikanischer Schriftsteller                                                                     | 87    |       |
| 4. Januar  | Hanns Hofmann                                 | deutscher Chemiker, Hochschullehrer                                                                             | 82    |       |
| 4. Januar  | Bernhard Ilschner                             | deutscher Physiker                                                                                              | 77    |       |
| 4. Januar  | Irving Layton                                 | kanadischer Dichter und Autor                                                                                   | 93    |       |
| 4. Januar  | Almut Rothweiler                              | deutsche Schauspielerin                                                                                         | 77    |       |
| 4. Januar  | Gretl Schörg                                  | österreichische Operettensängerin und Schauspielerin                                                            | 91    |       |
| 4. Januar  | Maria de Lourdes Pereira dos Santos Van-Dúnem | angolanische Sängerin                                                                                           | 70    |       |
| 4. Januar  | Petronella van Vliet                          | niederländische Schwimmerin                                                                                     | 79    |       |
| 4. Januar  | Bob Weinstock                                 | US-amerikanischer Plattenproduzent und Gründer des Plattenlabels Prestige Records                               | 77    |       |
| 05. Januar | Heinz Arendt                                  | deutscher Schwimmer                                                                                             | 88    |       |
| 5. Januar  | Herbert Breth                                 | deutscher Bauingenieur                                                                                          | 92    |       |
| 5. Januar  | Otto von Bülow                                | deutscher Marineoffizier, U-Boot-Kommandant im Zweiten Weltkrieg                                                | 94    |       |
| 5. Januar  | Alex St. Clair                                | US-amerikanischer Musiker                                                                                       | 64    |       |
| 5. Januar  | Rod Dedeaux                                   | US-amerikanischer Baseballtrainer                                                                               | 91    |       |
| 5. Januar  | Karl Fian                                     | österreichischer Jazz- und Rocktrompeter                                                                        | 45    |       |
| 5. Januar  | Henry Grünbaum                                | dänischer Politiker                                                                                             | 94    |       |
| 5. Januar  | Sophie Heathcote                              | australische Schauspielerin                                                                                     | 33    |       |
| 5. Januar  | Bill Lynn                                     | kolumbianischer Schlagzeuger, Mitglied der Band von Elvis Presley                                               | 72    |       |
| 5. Januar  | Miura Keizō                                   | japanischer Skipionier und Skilehrer                                                                            | 101   |       |
| 5. Januar  | Merlyn Rees                                   | britisches Parlamentsmitglied (1963–1992) der Labour Party                                                      | 85    |       |
| 5. Januar  | Mark Roberts                                  | US-amerikanischer Schauspieler                                                                                  | 84    |       |
| 5. Januar  | Ilse Rodenberg                                | deutsche Schauspielerin und Theaterintendantin, MdV                                                             | 99    |       |
| 5. Januar  | James Zadroga                                 | US-amerikanischer Polizist                                                                                      |       |       |
| 6. Januar  | Friedrich von Groszheim                       | deutscher Kaufmann                                                                                              | 99    |       |
| 6. Januar  | Roshan Khan                                   | pakistanischer Squashspieler und Trainer                                                                        | 76    |       |
| 6. Januar  | Kommandantin Ramona                           | mexikanische Angehörige der Tzotzil und Anführerin der mexikanischen Zapatistenrebellen                         |       |       |
| 6. Januar  | Sigisbert Kraft                               | deutscher altkatholischer Bischof                                                                               | 78    |       |
| 6. Januar  | Ilse Losa                                     | deutsch-portugiesische Schriftstellerin                                                                         | 92    |       |
| 6. Januar  | Lou Rawls                                     | US-amerikanischer Jazz/Soulsänger                                                                               | 72    |       |
| 6. Januar  | Leonard J. South                              | US-amerikanischer Kameramann                                                                                    | 92    |       |
| 6. Januar  | Hugh Thompson junior                          | US-amerikanischer Militär, Hubschrauberpilot im Vietnamkrieg, spielte eine wesentliche Rolle in der Beendigu... | 62    |       |
| 6. Januar  | Stanley R. Tupper                             | US-amerikanischer Politiker                                                                                     | 84    |       |
| 6. Januar  | Kuo-Chu Wu                                    | taiwanischer Choreograf                                                                                         | 35    |       |
| 7. Januar  | Urano Teixeira da Matta Bacellar              | brasilianischer General und UN-Kommandeur                                                                       | 58    |       |
| 7. Januar  | John Baer                                     | US-amerikanischer Schauspieler                                                                                  | 82    |       |
| 7. Januar  | Feríz Berki                                   | ungarischer orthodoxer Geistlicher und Erzpriester                                                              | 88    |       |
| 7. Januar  | Justus Josef Erhorn                           | deutscher Gastwirt und Dachauer Original                                                                        | 70    |       |
| 7. Januar  | Ehrhart Glaser                                | deutscher Politiker (CDU), MdL                                                                                  | 78    |       |
| 7. Januar  | Heinrich Harrer                               | österreichischer Bergsteiger, Forschungsreisender, Geograph und Autor                                           | 93    |       |
| 7. Januar  | Nikolaus Hummel                               | österreichischer Bischof der altkatholischen Kirche                                                             | 81    |       |
| 7. Januar  | Rudolf Mack                                   | deutscher Religionspädagoge                                                                                     | 73    |       |
| 7. Januar  | Alf McMichael                                 | nordirischer Fußballspieler und -trainer                                                                        | 78    |       |
| 7. Januar  | Gábor Zavadszky                               | ungarischer Fußballspieler                                                                                      | 31    |       |
| 8. Januar  | Tony Banks                                    | britischer Politiker                                                                                            | 62    |       |
| 8. Januar  | Elson Becerra                                 | kolumbianischer Fußballspieler                                                                                  | 27    |       |
| 8. Januar  | Manfred Bofinger                              | deutscher Grafiker und Cartoonist                                                                               | 64    |       |
| 8. Januar  | Juri Bukow                                    | bulgarischer Pianist                                                                                            | 82    |       |
| 8. Januar  | Georg Wilhelm von Hannover                    | deutscher Adeliger, Leiter der Schule Schloss Salem                                                             | 90    |       |
| 8. Januar  | James Robert Hightower                        | US-amerikanischer Sinologe                                                                                      | 90    |       |
| 8. Januar  | Jamie Hodgson                                 | britischer Fotograf von Jazzikonen                                                                              | 75    |       |
| 8. Januar  | Paul Knüpper                                  | deutscher Politiker (CDU), MdL                                                                                  | 75    |       |
| 8. Januar  | Helmut Schmolz                                | deutscher Stadtarchivar in Heilbronn und Heimatforscher                                                         | 77    |       |
| 8. Januar  | František Vystrčil                            | tschechischer Animator und Filmregisseur                                                                        | 82    |       |
| 8. Januar  | Constante 'Rapi' Diego                        | kubanisch-mexikanischer Illustrator und Filmemacher                                                             | 56    |       |
| 9. Januar  | Andy Caldecott                                | australischer Motorrad-Rennfahrer                                                                               | 41    |       |
| 9. Januar  | Frances Fabri                                 | ungarisch-US-amerikanische Historikerin des Holocaust                                                           | 76    |       |
| 9. Januar  | David S. Kruidenier                           | US-amerikanischer Publizist und Philanthrop                                                                     | 84    |       |
| 9. Januar  | Michael Francis McAuliffe                     | US-amerikanischer katholischer Bischof                                                                          | 85    |       |
| 9. Januar  | Gary Rhine                                    | US-amerikanischer Filmemacher, Produzent und Autor                                                              | 54    |       |
| 9. Januar  | Mimmo Rotella                                 | italienischer Künstler                                                                                          | 87    |       |
| 9. Januar  | Rolf Sackenheim                               | deutscher Künstler, Graphiker und Professor                                                                     | 84    |       |
| 9. Januar  | Hans Samwer                                   | deutscher Versicherungsmanager                                                                                  | 92    |       |
| 9. Januar  | Dieter Scholz                                 | deutscher Geograph                                                                                              | 71    |       |
| 9. Januar  | W. Cleon Skousen                              | US-amerikanischer Autor, Redner, FBI-Agent, Hochschullehrer (BYU), Polizeichef von Salt Lake City und konser... | 92    |       |
| 9. Januar  | Jack Snow                                     | US-amerikanischer Footballspieler                                                                               | 62    |       |
| 9. Januar  | Don Stewart                                   | US-amerikanischer Schauspieler                                                                                  | 70    |       |
| 9. Januar  | Arno Waschkuhn                                | deutscher Politikwissenschaftler                                                                                | 59    |       |
| 10. Januar | Horst Bonnet                                  | deutscher Musiktheater- und Filmregisseur                                                                       | 74    |       |
| 10. Januar | Dave Brown                                    | US-amerikanischer American-Football-Spieler                                                                     | 52    |       |
| 10. Januar | Elliot Forbes                                 | US-amerikanischer Musikwissenschaftler                                                                          | 88    |       |
| 10. Januar | Sidney Frank                                  | US-amerikanischer Spirituosenhändler, Kunstsammler und Philanthrop                                              | 86    |       |
| 10. Januar | Antonio de Hornedo Correa                     | peruanischer katholischer Geistlicher                                                                           | 90    |       |
| 10. Januar | Richard Sennels                               | dänischer Organist und Komponist                                                                                | 93    |       |
| 10. Januar | John Sinibaldi                                | US-amerikanischer Radrennfahrer                                                                                 | 92    |       |
| 11. Januar | Ruth Bodenstein-Hoyme                         | deutsche Komponistin und Klavierpädagogin                                                                       | 81    |       |
| 11. Januar | Christian Chruxin                             | deutscher Typograf und Grafikdesigner                                                                           | 68    |       |
| 11. Januar | Jesse Cryor                                   | US-amerikanischer Jazz-Sänger                                                                                   | 99    |       |
| 11. Januar | Henry George Fischer                          | US-amerikanischer Ägyptologe                                                                                    | 82    |       |
| 11. Januar | Traugott Erich Gattinger                      | österreichischer Geologe                                                                                        | 75    |       |
| 11. Januar | Mikko Laaksonen                               | finnischer Jurist, Wirtschaftsmanager und Politiker (SDP)                                                       | 78    |       |
| 11. Januar | Eric Namesnik                                 | US-amerikanischer Schwimmer                                                                                     | 35    |       |
| 11. Januar | Henri Rieben                                  | Schweizer Vorreiter für die europäische Integration                                                             | 84    |       |
| 11. Januar | Mark Sopi                                     | kosovarischer Bischof der römisch-katholischen Kirche                                                           | 67    |       |
| 11. Januar | Mark Spoon                                    | deutscher DJ und Produzent                                                                                      | 39    |       |
| 12. Januar | Faisal bin Hamad bin Isa Al Chalifa           | sechster und jüngster Sohn von Scheich Salman ibn Hamad ibn Isa Al Chalifa                                      | 14    |       |
| 12. Januar | Peter Birtwistle                              | englischer Badmintonspieler und -funktionär                                                                     |       |       |
| 12. Januar | Manfred Bopp                                  | deutscher Fußballspieler                                                                                        | 69    |       |
| 12. Januar | Brendan Cauldwell                             | irischer Schauspieler                                                                                           | 83    |       |
| 12. Januar | Adalbert Frey                                 | deutscher Unternehmer                                                                                           | 83    |       |
| 12. Januar | Takehiro Honda                                | japanischer Jazzpianist                                                                                         | 60    |       |
| 12. Januar | Roland Hüttenrauch                            | deutscher Ingenieur und Manager, Vorstand der Stiftung Warentest (1972–1994)                                    | 77    |       |
| 12. Januar | René Paulin Jacobé de Naurois                 | französischer katholischer Geistlicher und Ornithologe                                                          | 99    |       |
| 12. Januar | Günther Landgraf                              | deutscher Physiker, Rektor der TU Dresden (1990–1994)                                                           | 77    |       |
| 12. Januar | Stu Linder                                    | US-amerikanischer Filmeditor                                                                                    | 74    |       |
| 12. Januar | Anne Meacham                                  | US-amerikanische Schauspielerin                                                                                 | 80    |       |
| 12. Januar | Bridie O’Flaherty                             | irische Politikerin                                                                                             |       |       |
| 12. Januar | Josef Rettenmeier                             | deutscher Unternehmer                                                                                           |       |       |
| 12. Januar | Werner Schiebeler                             | deutscher Diplomphysiker, Hochschulprofessor und Parapsychologe                                                 | 82    |       |
| 12. Januar | Götz Schlicht                                 | deutscher Jurist, UFJ-Mitglied                                                                                  | 97    |       |
| 12. Januar | Meinrad Schütter                              | Schweizer Komponist                                                                                             | 95    |       |
| 12. Januar | Wilfried Seibel                               | deutscher Lebensmitteltechnologe                                                                                |       |       |
| 12. Januar | Thomas Shanahan                               | US-amerikanischer Ingenieur                                                                                     | 69    |       |
| 12. Januar | Udo Thomer                                    | deutscher Volksschauspieler                                                                                     | 60    |       |
| 13. Januar | Raúl Anguiano                                 | mexikanischer Wandmaler                                                                                         | 90    |       |
| 13. Januar | Fernand Bossier                               | belgischer Altphilologe                                                                                         | 72    |       |
| 13. Januar | Geoffrey Donald Chisholm                      | australischer Politiker                                                                                         | 76    |       |
| 13. Januar | Richard Dalitz                                | australischer Physiker                                                                                          | 80    |       |
| 13. Januar | Ron Jessie                                    | US-amerikanischer American-Football-Spieler                                                                     | 57    |       |
| 13. Januar | John Stanley Lockhart                         | australischer Jurist                                                                                            | 70    |       |
| 13. Januar | Marc Potvin                                   | kanadischer Eishockeyspieler und -trainer                                                                       | 38    |       |
| 13. Januar | Peter Rösch                                   | Schweizer Fußballspieler                                                                                        | 75    |       |
| 13. Januar | Horst Sendler                                 | deutscher Jurist, Präsident des Bundesverwaltungsgerichts                                                       | 80    |       |
| 14. Januar | Andrés Aviñó Soler                            | kubanischer Diplomat                                                                                            | 91    |       |
| 14. Januar | Henri Colpi                                   | Schweizer Regisseur, Drehbuchautor und Filmeditor                                                               | 84    |       |
| 14. Januar | Bertil Eng                                    | schwedischer Eisschnellläufer                                                                                   | 75    |       |
| 14. Januar | Jacques Faizant                               | französischer Cartoonist                                                                                        | 87    |       |
| 14. Januar | Jim Gary                                      | US-amerikanischer Bildhauer                                                                                     | 66    |       |
| 14. Januar | Lisa Gelius                                   | deutsche Leichtathletin                                                                                         | 96    |       |
| 14. Januar | Rolf von der Laage                            | deutscher Journalist, Sportfunktionär und Sportorganisator                                                      | 73    |       |
| 14. Januar | Günther Möhring                               | deutscher Schach- und Go-Spieler                                                                                | 69    |       |
| 14. Januar | Mark Philo                                    | englischer Fußballspieler                                                                                       | 21    |       |
| 14. Januar | Karl Reidel                                   | deutscher Bildhauer                                                                                             | 78    |       |
| 14. Januar | Joan Root                                     | kenianische Tierfilmerin                                                                                        | 69    |       |
| 14. Januar | Heinrich Severloh                             | deutscher Angehöriger der Wehrmacht                                                                             | 82    |       |
| 14. Januar | Klaus-Jürgen Steindorff                       | deutscher Konteradmiral                                                                                         | 73    |       |
| 14. Januar | Shelley Winters                               | US-amerikanische Schauspielerin                                                                                 | 85    |       |
| 15. Januar | Hilma Contreras                               | dominikanische Schriftstellerin                                                                                 | 92    |       |
| 15. Januar | Philip Grierson                               | britischer Historiker und Numismatiker                                                                          | 95    |       |
| 15. Januar | Edith Hagg                                    | österreichische Fernsehjournalistin                                                                             | 51    |       |
| 15. Januar | Edward N. Hall                                | US-amerikanischer General, Ingenieur und Initiator des US-Raketenprogramms Minuteman                            | 91    |       |
| 15. Januar | Georg Kühlewind                               | ungarischer Chemiker, Anthroposoph, Buchautor und Meditationslehrer                                             | 81    |       |
| 15. Januar | Inge Merkel                                   | österreichische Schriftstellerin                                                                                | 83    |       |
| 15. Januar | Dschabir al-Ahmad al-Dschabir as-Sabah        | kuwaitischer Politiker, Staatschef von Kuwait                                                                   | 79    |       |
| 16. Januar | Werner Biel                                   | deutscher Ruderer                                                                                               | 78    |       |
| 16. Januar | Sonia Ebling                                  | brasilianische Bildhauerin                                                                                      | 87    |       |
| 16. Januar | Douglas Hines                                 | US-amerikanischer Filmeditor                                                                                    | 82    |       |
| 16. Januar | Augustin-Marie Joly                           | französischer Benediktiner, Abt und Klostergründer                                                              | 88    |       |
| 16. Januar | Arthur T. von Mehren                          | US-amerikanischer Rechtsgelehrter                                                                               | 83    |       |
| 16. Januar | Carlos Schmitt                                | brasilianischer Ordensgeistlicher und Bischof                                                                   | 86    |       |
| 16. Januar | Hermann Swoboda                               | deutscher Mitbegründer und Namenserfinder der Münchner Obdachlosenzeitschrift BISS                              |       |       |
| 16. Januar | Peter Martin Brabazon Walker                  | britischer Molekularbiologe                                                                                     | 83    |       |
| 17. Januar | Clarence Ray Allen                            | US-amerikanischer Krimineller                                                                                   | 76    |       |
| 17. Januar | Max Bach                                      | deutscher Verleger                                                                                              | 90    |       |
| 17. Januar | Rossend Marsol Clua                           | andorranischer Journalist und Schriftsteller                                                                    | 83    |       |
| 17. Januar | Harold R. Collier                             | US-amerikanischer Politiker                                                                                     | 90    |       |
| 17. Januar | Karl Grüter                                   | deutscher Politiker (CDU), MdL                                                                                  | 85    |       |
| 17. Januar | Gene Mooneyham                                | US-amerikanischer Dragster-Rennfahrer und Techniker                                                             |       |       |
| 17. Januar | Seth Morehead                                 | US-amerikanischer Baseballspieler                                                                               | 71    |       |
| 17. Januar | Napoleón Ortigoza                             | paraguayischer Offizier und politischer Gefangener                                                              | 73    |       |
| 18. Januar | Werner Löwenhardt                             | niederländischer Grafiker                                                                                       | 86    |       |
| 18. Januar | Anton Rupert                                  | südafrikanischer Unternehmer und Milliardär                                                                     | 89    |       |
| 18. Januar | Michail Sawin                                 | sowjetischer Kriegsfotograf                                                                                     | 91    |       |
| 18. Januar | Horst Scharfenberg                            | deutscher Fernsehkoch, Journalist, Produzent und Autor                                                          | 86    |       |
| 18. Januar | Jan Twardowski                                | polnischer Lyriker und katholischer Priester                                                                    | 90    |       |
| 18. Januar | Östen Warnerbring                             | schwedischer Komponist und Sänger                                                                               | 71    |       |
| 19. Januar | Gábor Agárdi                                  | ungarischer Schauspieler                                                                                        | 83    |       |
| 19. Januar | Mahmoud Mosharraf Azad Tehrani                | iranischer Poet                                                                                                 | 71    |       |
| 19. Januar | Thomas Christian David                        | österreichischer Komponist                                                                                      | 80    |       |
| 19. Januar | Alexander Djajasiswaja                        | indonesischer katholischer Geistlicher                                                                          | 74    |       |
| 19. Januar | Anthony Franciosa                             | US-amerikanischer Schauspieler                                                                                  | 77    |       |
| 19. Januar | Claude Herbulot                               | französischer Schmetterlingsforscher                                                                            | 97    |       |
| 19. Januar | Johannes Mikkel                               | estnischer Kunstsammler und Mäzen                                                                               | 98    |       |
| 19. Januar | Wilson Pickett                                | US-amerikanischer Soul-Sänger der 60er Jahre                                                                    | 64    |       |
| 19. Januar | Hans Schenk                                   | deutscher Speerwerfer und Speerwurftrainer                                                                      | 70    |       |
| 19. Januar | Franz Seitz junior                            | deutscher Filmproduzent, Filmregisseur und Drehbuchautor                                                        | 84    |       |
| 19. Januar | Carola Stern                                  | deutsche Publizistin und Journalistin                                                                           | 80    |       |
| 19. Januar | Pio Taofinu’u                                 | samoanischer Geistlicher, Kardinal und Erzbischof von Samoa-Apia                                                | 82    |       |
| 19. Januar | Harro Wendt                                   | deutscher Psychiater und Musiktherapeut                                                                         | 87    |       |
| 20. Januar | Kurt Blauhorn                                 | deutscher Journalist und Sachbuchautor                                                                          | 89    |       |
| 20. Januar | Hermann Heemsoth                              | deutscher Fernschachgroßmeister                                                                                 | 96    |       |
| 20. Januar | David Hellman                                 | schwedischer Rocksänger                                                                                         | 25    |       |
| 20. Januar | Andrei Iordan                                 | sowjetisch-kirgisischer Politiker                                                                               | 71    |       |
| 20. Januar | Rüdiger Keuth                                 | freischaffender Künstler                                                                                        |       |       |
| 20. Januar | Karl-Christian Kohn                           | deutscher Opernsänger (Bass)                                                                                    | 77    |       |
| 20. Januar | Einar Moxnes                                  | norwegischer Politiker (Senterpartiet), Abgeordneter und Minister                                               | 84    |       |
| 20. Januar | Walter Uhlig                                  | deutscher Opernsänger (Tenor)                                                                                   | 80    |       |
| 20. Januar | Franz Zhorny                                  | österreichischer Handballtorwart und -funktionär                                                                |       |       |
| 21. Januar | Otto Bachof                                   | deutscher Jurist                                                                                                | 91    |       |
| 21. Januar | Günter Blöcker                                | deutscher Journalist und Schriftsteller                                                                         | 92    |       |
| 21. Januar | Michael Chan, Baron Chan                      | britischer Politiker und Arzt                                                                                   | 65    |       |
| 21. Januar | Liz Diamond                                   | US-amerikanische Jazzsängerin                                                                                   |       |       |
| 21. Januar | Jean-Marie Goasmat                            | französischer Radrennfahrer                                                                                     | 92    |       |
| 21. Januar | Josef Illík                                   | tschechischer Kameramann                                                                                        | 86    |       |
| 21. Januar | Klaus Kahlenberg                              | deutscher Journalist, Sprecher des letzten Wehrmachtberichts                                                    | 93    |       |
| 21. Januar | Robert Knudson                                | US-amerikanischer Film- und Tontechniker                                                                        | 80    |       |
| 21. Januar | Karlheinz Liefers                             | deutscher Regisseur                                                                                             | 64    |       |
| 21. Januar | Sigurd Lunde                                  | norwegischer Bischof, Komponist, Schriftsteller                                                                 | 89    |       |
| 21. Januar | Rosario Barroso Moguel                        | mexikanische Medizinerin und Hochschullehrerin                                                                  | 84    |       |
| 21. Januar | Josef Prader                                  | italienischer Geistlicher, Erzbischof von Samoa-Apia und Kardinal                                               | 90    |       |
| 21. Januar | Ibrahim Rugova                                | jugoslawischer bzw. kosovarischer Schriftsteller und Politiker                                                  | 61    |       |
| 22. Januar | Charles Wallace Adair Jr.                     | US-amerikanischer Diplomat                                                                                      | 91    |       |
| 22. Januar | Gottfried Engelmann                           | deutscher Werkdirektor in der DDR                                                                               | 79    |       |
| 22. Januar | Sherman Ferguson                              | US-amerikanischer Jazzmusiker und Musikpädagoge                                                                 | 61    |       |
| 22. Januar | Gerhard Funke                                 | deutscher Philosoph                                                                                             | 91    |       |
| 22. Januar | Bert Irwin                                    | kanadischer Skirennläufer                                                                                       | 88    |       |
| 22. Januar | Hans Jedlitschka                              | Schweizer Hörspielregisseur                                                                                     | 74    |       |
| 22. Januar | John W. Kronik                                | österreichisch-amerikanischer Hispanist und Literaturwissenschaftler                                            | 74    |       |
| 22. Januar | Rick van der Linden                           | niederländischer Komponist und Keyboarder                                                                       | 59    |       |
| 22. Januar | Nellie McKay                                  | US-amerikanische Literaturwissenschaftlerin                                                                     | 75    |       |
| 22. Januar | William Rubin                                 | US-amerikanischer Kunsthistoriker und Kurator am Museum of Modern Art                                           | 78    |       |
| 23. Januar | Josef-Severin Ahlmann                         | deutscher Erfinder und Unternehmer                                                                              | 81    |       |
| 23. Januar | Tore Gjelsvik                                 | norwegischer Geologe                                                                                            | 89    |       |
| 23. Januar | Savino Guglielmetti                           | italienischer Kunstturner                                                                                       | 94    |       |
| 23. Januar | Günter Lampe                                  | deutscher Schauspieler                                                                                          | 74    |       |
| 23. Januar | Chris McKinstry                               | kanadischer Forscher im Bereich der künstlichen Intelligenz                                                     | 38    |       |
| 23. Januar | Joseph M. Newman                              | US-amerikanischer Regisseur                                                                                     | 96    |       |
| 23. Januar | William L. Rice                               | US-amerikanischer Schauspieler, Produktionsmanager und Regieassistent                                           |       |       |
| 23. Januar | Walter Rosenblum                              | US-amerikanischer Fotograf und Hochschullehrer                                                                  | 86    |       |
| 23. Januar | Damjan Saberski                               | bulgarischer Maler                                                                                              | 76    |       |
| 23. Januar | Virginia Smith                                | US-amerikanische Politikerin (Republikanische Partei)                                                           | 94    |       |
| 24. Januar | Zaki Badawi                                   | ägyptischer Gelehrter, Direktor der moslemischen Hochschule in London                                           | 84    |       |
| 24. Januar | Betty Berzon                                  | US-amerikanische Autorin und Psychotherapeutin                                                                  | 78    |       |
| 24. Januar | Max Falter                                    | deutscher Politiker (SPD), MdL                                                                                  | 68    |       |
| 24. Januar | Federico Gómez de Salazar y Nieto             | spanischer General und Militärgouverneur der spanischen Kolonie Spanisch-Sahara                                 | 93    |       |
| 24. Januar | Schafik Handal                                | salvadorianischer Politiker                                                                                     | 75    |       |
| 24. Januar | Peter Ladefoged                               | englischer Phonetiker                                                                                           | 80    |       |
| 24. Januar | Carlos Martínez                               | venezolanischer Baseballspieler                                                                                 | 41    |       |
| 24. Januar | Fayard Nicholas                               | US-amerikanischer Tänzer, Sänger und Schauspieler                                                               | 91    |       |
| 24. Januar | Chris Penn                                    | US-amerikanischer Filmschauspieler                                                                              | 40    |       |
| 24. Januar | Johannes Rascher                              | deutscher Architekt                                                                                             | 101   |       |
| 24. Januar | Brigitte Ratz                                 | österreichische Schauspielerin                                                                                  | 76    |       |
| 24. Januar | Nicholas Shackleton                           | britischer Geologe                                                                                              | 68    |       |
| 25. Januar | Luther Green                                  | US-amerikanischer Basketballspieler                                                                             | 59    |       |
| 25. Januar | Moss Mabry                                    | US-amerikanischer Kostümbildner                                                                                 |       |       |
| 25. Januar | Anna Malle                                    | US-amerikanische Pornodarstellerin                                                                              | 38    |       |
| 25. Januar | Sudharmono                                    | indonesischer Politiker                                                                                         | 78    |       |
| 25. Januar | Allan Temko                                   | US-amerikanischer Architekt und Architekturkritiker                                                             | 81    |       |
| 26. Januar | Otto Blixenkrone-Møller                       | dänischer General                                                                                               | 93    |       |
| 26. Januar | John Dunwoody                                 | britischer Politiker (Labour)                                                                                   | 76    |       |
| 26. Januar | Abdul Wali Khan                               | pakistanischer Politiker                                                                                        | 89    |       |
| 26. Januar | Jean-Christophe Lafaille                      | französischer Bergsteiger                                                                                       | 40    |       |
| 26. Januar | Morris Silverman                              | US-amerikanischer Unternehmer und Philanthrop                                                                   | 93    |       |
| 27. Januar | Ernst Arfken                                  | evangelischer Pfarrer und Kirchenmusiker                                                                        |       |       |
| 27. Januar | Cor de Best                                   | niederländischer Radrennfahrer                                                                                  | 87    |       |
| 27. Januar | Jure Bilić                                    | jugoslawischer Politiker                                                                                        | 83    |       |
| 27. Januar | Wolfgang Brix                                 | deutscher Politiker (CDU), MdL                                                                                  | 75    |       |
| 27. Januar | Maurice Colclough                             | britischer Rugbyspieler                                                                                         | 52    |       |
| 27. Januar | Larry Dowd                                    | US-amerikanischer Rockabilly-Musiker                                                                            |       |       |
| 27. Januar | Jan Frank Fischer                             | tschechischer Komponist, Musikwissenschaftler, Schriftsteller und Übersetzer                                    | 84    |       |
| 27. Januar | Roger Hannay                                  | US-amerikanischer Komponist und Musikpädagoge                                                                   | 75    |       |
| 27. Januar | Chris Heunis                                  | südafrikanischer Politiker während der Zeit der Apartheid                                                       | 78    |       |
| 27. Januar | Phyllis King                                  | britische Tennisspielerin                                                                                       | 100   |       |
| 27. Januar | Walther Kuhn                                  | deutscher Gynäkologe                                                                                            | 76    |       |
| 27. Januar | Carol Mircea Lambrino                         | erstgeborener Sohn des rumänischen Königs Carol II.                                                             | 86    |       |
| 27. Januar | Maurice Lever                                 | französischer Romanist und Literaturwissenschaftler                                                             | 70    |       |
| 27. Januar | Gene McFadden                                 | US-amerikanischer Sänger, Songwriter und Produzent                                                              | 57    |       |
| 27. Januar | Victor Mishcon, Baron Mishcon                 | britischer Politiker und Rechtsanwalt                                                                           | 90    |       |
| 27. Januar | Dietrich von Oppen                            | deutscher Sozialethiker                                                                                         | 93    |       |
| 27. Januar | Johannes Rau                                  | deutscher Politiker (SPD), MdL, Ministerpräsident von Nordrhein-Westfalen, Bundespräsident von Deutschland      | 75    |       |
| 27. Januar | Paul Valentine                                | US-amerikanischer Schauspieler                                                                                  | 76    |       |
| 28. Januar | Arthur Bloom                                  | US-amerikanischer Fernsehregisseur und Gründer der Nachrichtensendung 60 Minutes                                | 63    |       |
| 28. Januar | Brent Dowe                                    | jamaikanischer Sänger                                                                                           | 59    |       |
| 28. Januar | Jockel Finck                                  | deutscher Fotojournalist und Pressefotograf                                                                     | 43    |       |
| 28. Januar | Herta Glaz                                    | österreichisch-amerikanische Opernsängerin                                                                      | 95    |       |
| 28. Januar | Niels Richard Hansen                          | dänischer Arzt und Jazzmusiker (Banjo)                                                                          | 72    |       |
| 28. Januar | Felix Heinimann                               | schweizerischer Klassischer Philologe                                                                           | 90    |       |
| 28. Januar | Reza Homam                                    | deutscher Visagist                                                                                              | 45    |       |
| 28. Januar | Jitzchak Kadouri                              | orthodoxer Rabbi in Israel                                                                                      | 107   |       |
| 28. Januar | Hajo Knebel                                   | deutscher Schriftsteller                                                                                        | 76    |       |
| 28. Januar | Kenneth McConnell                             | schottischer Bergsteiger und Abenteurer                                                                         |       |       |
| 28. Januar | Henry McGee                                   | britischer Schauspieler                                                                                         | 76    |       |
| 28. Januar | Helmut Wilhelm Schulz                         | US-amerikanischer Physiker, Chemiker und Umweltwissenschaftler                                                  |       |       |
| 28. Januar | Heinrich Schüchner                            | deutscher Violoncellist und Musikpädagoge                                                                       | 97    |       |
| 28. Januar | Friedrich zu Solms-Baruth III.                | Mitglied des europäischen Hochadels                                                                             | 79    |       |
| 29. Januar | Klaus Buhlmann                                | deutscher Journalist und Buchautor                                                                              |       |       |
| 29. Januar | Emory Hale                                    | US-amerikanischer Wrestler                                                                                      | 35    |       |
| 29. Januar | Nam June Paik                                 | US-amerikanischer Pionier der Videokunst                                                                        | 73    |       |
| 29. Januar | Georgios Psychoundakis                        | griechischer Schriftsteller und Widerstandskämpfer auf Kreta                                                    | 85    |       |
| 29. Januar | Ernst Simons                                  | deutscher Religionspädagoge, Überlebender des KZ Bergen-Belsen                                                  | 86    |       |
| 29. Januar | Ludovic Spiess                                | rumänischer Opernsänger und Politiker                                                                           | 67    |       |
| 29. Januar | Deane Stoltz                                  | US-amerikanischer Unternehmer                                                                                   | 76    |       |
| 29. Januar | Wallace Ward                                  | US-amerikanischer Chemiker und Autor von Selbsthilfebüchern                                                     |       |       |
| 30. Januar | Samuel Ashcroft                               | US-amerikanischer Pioneer der Blindenschrift                                                                    | 84    |       |
| 30. Januar | Paul Clinton                                  | US-amerikanischer Journalist und Filmkritiker                                                                   | 54    |       |
| 30. Januar | Feng Xiliang                                  | chinesischer Journalist                                                                                         |       |       |
| 30. Januar | Seth Fisher                                   | US-amerikanischer Comiczeichner und Spieledesigner                                                              | 33    |       |
| 30. Januar | Arnold Graffi                                 | deutscher Onkologe                                                                                              | 95    |       |
| 30. Januar | Coretta Scott King                            | US-amerikanische Bürgerrechtlerin                                                                               | 78    |       |
| 30. Januar | Otto Lang                                     | österreichischer Skifahrer und Filmproduzent                                                                    | 98    |       |
| 30. Januar | Robin Neillands                               | britischer Autor                                                                                                | 70    |       |
| 30. Januar | Gerhard Schaller                              | deutscher Fußballspieler                                                                                        | 76    |       |
| 30. Januar | Gerhard Schmidt                               | deutscher Heeresoffizier, zuletzt Brigadegeneral der Bundeswehr                                                 | 92    |       |
| 30. Januar | Wendy Wasserstein                             | US-amerikanische Dramatikerin                                                                                   | 55    |       |
| 31. Januar | Eva Ebner                                     | deutsche Schauspielerin, Drehbuchautorin und Regieassistentin                                                   | 84    |       |
| 31. Januar | Nikolaj Kocvár                                | tschechischer Geistlicher, Metropolit von Prag, der tschechischen Länder und der Slowakei                       | 78    |       |
| 31. Januar | Boris Kostelanetz                             | russisch-amerikanischer Anwalt und Steuerspezialist                                                             | 94    |       |
| 31. Januar | George Abramowitsch Koval                     | sowjetischer Geheimdienstoffizier                                                                               | 92    |       |
| 31. Januar | Paul Regina                                   | US-amerikanischer Schauspieler                                                                                  | 49    |       |
| 31. Januar | Thomas Roberts                                | US-amerikanischer Gitarrist und Songwriter der Punkband Poison Idea                                             | 47    |       |
| 31. Januar | Jason Sears                                   | US-amerikanischer Sänger der Punkband Rich Kids on LSD                                                          | 38    |       |
| 31. Januar | Moira Shearer                                 | britische Tänzerin und Schauspielerin                                                                           | 80    |       |